# Litha
Litha es una celebración del solsticio de verano. En el hemisferio norte se celebra en la noche del 21 de junio y en el hemisferio sur, el 21 de diciembre.

## Relación con el cristianismo
Las tradiciones y celebraciones que coinciden con estas fechas son originariamente precristianas y han pretendido ser cristianizadas, como la celebración de la natividad de San Juan Bautista o la Sanjuanada. Tienen mucha importancia en Letonia, Lituania, Noruega, Dinamarca, Suecia, Finlandia y Estonia, aunque también se pueden encontrar amplias influencias de esta celebración en Irlanda, algunas zonas de Gran Bretaña (Cornwall especialmente), Francia, Italia, Malta, Portugal, España y en algunas zonas fuera de Europa, como Canadá, Estados Unidos e incluso en el hemisferio sur (Argentina, Brasil y Paraguay), donde esta celebración europea importada ha sido llamada más apropiadamente "solsticio de invierno austral".
Dentro de la comunidad pagana podemos encontrar el nombre de "Litha" proviniendo de los textos del fraile Bede titulado De temporum ratione en el cual él mismo acuñó los nombres anglosajones para los meses que aproximadamente correspondían con junio y julio como "se Ærra Liþa" y "se Æfterra Liþa" ("anterior mes Litha" y "posterior mes Litha") con un mes intercalado después de "se Æfterra Liþa" en años bisiestos.

## Sobre la fecha elegida
Las celebraciones de dicho solsticio se centran concretamente en el 21 de junio, convirtiéndose en el día más largo del año (en el hemisferio norte). La diferencia entre el Calendario Juliano (365,2500 días) y el año tropical (365,2422 días) trasladaban tres días más adelante el día asociado con el actual solsticio astronómico cada cuatro siglos, hasta que el Papa Gregorio XIII cambió el calendario instalando el solsticio alrededor del 21 de junio. En el Calendario Gregoriano, el solsticio se trasladaría poco a poco a razón de un día cada 3000 años.

## Historia
|  |

La celebración del solsticio de verano proviene de tiempos anteriores al cristianismo. En esos tiempos la gente creía que las plantas que florecían o germinaban en dicho solsticio tenían más poderes curativos y sanadores de lo habitual, razón por la cual solían recolectarlas en dicha noche. Se encendían hogueras para protegerse de espíritus malignos, los cuales supuestamente vagaban libremente cuando el sol se ponía por el Sur. 
En Suecia, dicha celebración se realizaba con sacrificios rituales en honor a la fertilidad.
Según varios antropólogos, el solsticio se ha mantenido como un momento especial dentro del ciclo anual desde el neolítico. En Suecia, Finlandia y Estonia, el solsticio de verano se considera una de las grandes celebraciones del año, comparable sólo con la noche de Walpurgis, la noche de Navidad o la de Año Nuevo.

## Celebración dentro del neopaganismo
Dentro de las diferentes formas del Neopaganismo pueden ser bastante diferentes y tener diferentes orígenes, a pesar de compartir una misma definición. Algunas tradiciones Neopaganas lo celebran acercándose a la manera en la que ellos creen que los antiguos paganos germánicos la celebraban, mientras que otras tradiciones prefieren celebrar dicho solsticio con rituales seleccionados de diferentes fuentes, siendo la cultura germánica una de las muchas utilizadas. En el Neodruidismo, el término ALBAN HERUIN" se utiliza como sinónimo del solsticio de verano. Dicho nombre fue inventado a finales del siglo XVIII por el autor romántico de origen Galés llamado Iolo Morganwg.

## Neopaganismo germánico
El solsticio de verano o Litha figura en el reconstruido calendario germánico, utilizado por algunos grupos neopaganos germánicos o ciertos grupos paganos, quienes ponen énfasis en la reconstrucción del paganismo germano-anglosajón.

## Wicca
Litha es una de las 8 festividades o Sabbat celebradas por los wiccanos, desde que tradiciones provenientes de New Forest (las cuales se refieren a la "British Traditional Wicca") empezaron a usar ese nombre tradicional. La festividad se considera como el punto crucial donde el verano alcanza su punto más álgido y el sol brilla con más intensidad y con una duración larga en comparación con el resto de días. Litha es precedido por el sabbat conocido como Beltane, y seguido luego por Lughnasadh o Lammas.